# Lorenzo Crisetig
Lorenzo Crisetig (ur. 20 stycznia 1993 w Cividale del Friuli) – defensywny pomocnik młodzieżowych reprezentacji Włoch i włoskiego klubu występującego w Serie B – Reggina. Piłkarz pochodzenia słoweńskiego.

## Kariera klubowa
Rozpoczął swą karierę w lokalnym klubie Audace San Leonardo. W następnym sezonie przeniósł się do Donatello. W wieku 14 lat podpisał umowę z Interem. W latach 2007–08 grał dla Giovanissimi Nazionali (U-15), a dla Allievi Nazionali w następnym sezonie. W sierpniu 2009 zagrał w towarzyskim meczu pierwszej drużyny, a niedługo potem otrzymał powołanie do kadry Włoch U-21. W tym sezonie awansował do zespołu Primavery. W styczniu 2010 został pierwszy raz powołany na oficjalny mecz pierwszej drużyny, ale w nim nie zagrał. 11 sierpnia zadebiutował w kadrze Włoch U-21 jako najmłodszy jej gracz w historii. W 2011 wygrał z Primaverą Torneo Viareggio. 27 września 2011 zagrał po raz pierwszy w oficjalnym meczu Interu w Lidze Mistrzów zmieniając w ostatniej minucie Cristiana Chivu. W styczniu 2012 połowę jego zawodniczej karty nabyła Parma F.C. 25 marca 2012 wygrał pierwszą edycję NextGen series pokonując po karnych AFC Ajax. Latem 2012 Inter zadecydował o jego wypożyczeniu do Spezii w której zadebiutował 10 sierpnia w meczu z Brescią zmieniając w 66 min. Mirka Antenucciego. Po powrocie w styczniu do Interu został ponownie wypożyczony. Jego nowym klubem zostało FC Crotone grające w Serie B. Debiut w nowym zespole odbył się podczas meczu z Cittadellą.

## Kariera reprezentacyjna
Crisetig otrzymał pierwsze powołanie w grudniu 2007 na Bożonarodzeniowy Turniej Młodzieżowy i zadebiutował w styczniu 2008 w kadrze U-16. W 2009 wziął udział w Mistrzostwach Europy U-17 jako najmłodszy ich uczestnik. Zagrał we wszystkich 4 meczach docierając do półfinału przegranego z Niemcami. Wziął w tym roku również udział w Mistrzostwach Świata U-17 w których rozegrał 5 spotkań docierając do ćwierćfinału. Po tym turnieju został przeniesiony do kadry U-18. 11 sierpnia 2010 zadebiutował w drużynie U-21 stając się najmłodszym w historii jej graczem.

## Sukcesy
- Torneo di Viareggio: 2011
- NextGen Series: 2012
- UEFA U18 Challenge: 2010